# Jukkis Uotila
Jukkis Uotila (* 23. August 1960 in Helsinki) ist ein finnischer Jazz-Schlagzeuger.

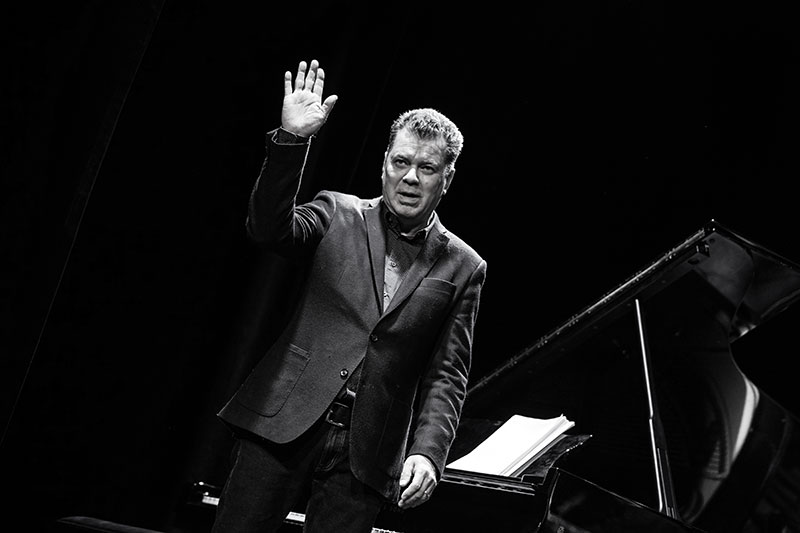
Jukkis Uotila
Aarhus, Denmark 2018

## Leben und Wirken
Uotila studierte von 1972 bis 1978 am Oulunkya Pop/Jazz Institute Schlagzeug, Arrangement und Komposition sowie Klavier und Ensemblespiel. 1979 nahm er in New York privaten Unterricht bei Louis Hayes, Bob Moses, Jeff Brillinger, Dave Samuels und Armen Donelian.
Er leitete dann eine Reihe eigener kleiner Gruppen, an denen sich Musiker wie Randy Brecker, Bob Mintzer, Mike Stern, Bob Berg, Wayne Krantz, Anders Jormin, Jim Beard, Jerry Bergonzi, Joey Calderazzo und Lars Danielsson beteiligten und trat als Freelancer mit Randy Brecker und Eliane Elias, Joe Henderson, McCoy Tyner, Benny Goodman, Chet Baker, Freddie Hubbard, Joe Lovano, Jack McDuff, Gil Evans, Maria Schneider und John Scofield auf.
Von 1986 bis 1993 war er Schlagzeuger des UMO Jazz Orchestra, das er bei mehr als zwanzig Projekten auch dirigierte. Hier arbeitete er mit Gästen wie Jim McNeely, Michael Gibbs, Jon Hendricks, Peter Herbolzheimer, Gil Evans, George Gruntz, Herb Pomeroy, George Russell, Anthony Braxton, Martial Solal, Slide Hampton, Palle Mikkelborg, McCoy Tyner, Bob Brookmeyer, Benny Golson, Buddy DeFranco, Flip Phillips, Jimmy Heath, Jens Winther, Tomas Franck, Sam Rivers, Kenny Wheeler, Maria Schneider, Kenny Werner, Dee Dee Bridgewater und Joe Williams zusammen. 
Weitere Bigband-Erfahrungen sammelte er mit dem Stockholm Jazz Orchestra, der WDR Big Band Köln, der Toshiko Akiyoshi/Lew Tabackin Big Band, der Bohuslän Big Band und der Swedish Radio Jazz Group. Ab 1990 war er Mitglied des Stockholm Jazz Orchestra, ab 1993 der Norrbotten Big Band und ab 1998 der NDR Big Band. Seit 1995 gehörte er außerdem der Band von Toots Thielemans an, später der Gruppe von Jukka Eskola.
Seit 1984 unterrichtet Uotila an der Sibelius-Akademie in Helsinki. Er leitet hier seit 1986 die Jazz-Abteilung und wurde 1994 der erste Professor Skandinaviens für Jazzmusik.

## Diskographische Hinweise
- Introspection mit  Randy Brecker, Bob Mintzer, Dave Liebman, Bill Frisell, David Samuels und Michael Formanek, 1984
- Avenida mit  Randy Brecker, Bob Mintzer, Mike Stern, Marc Cohen, Dave Samuels, John Scofield, Jeff Andrews, Robby Kilgore und Manolo Badrena, 1987
- Jukkis Uotila Band Live mit Mike Stern, Bob Berg, Lars Jansson und Lars Danielsson, 1990
- Fast Company mit Jerry Bergonzi, Joey Calderazzo und Lars Danielsson, 1998
- Hunters and Gatherers mit Dave Liebman, Jarmo Savolainen und Anders Jormin, 2000
- Meninas mit  Joonatan Rautio, Anders Jormin, Teppo Mäkynen, Mongo Aaltonen und Severi Pyysalo, 2005